# Jump Up!
Jump Up! – 16. studyjny album brytyjskiego piosenkarza i kompozytora Eltona Johna, wydany w kwietniu 1982 roku. Zawiera między innymi piosenkę „Empty Garden (Hey Hey Johnny)”, będącą hołdem dla Johna Lennona.

## Lista utworów
1. „Dear John” (Elton John, Gary Osborne) – 3:31
2. „Spiteful Child” – 4:15
3. „Ball and Chain” (Elton John, Gary Osborne) – 3:27
4. „Legal Boys” (Elton John, Tim Rice) – 3:05
5. „I Am Your Robot” – 4:43
6. „Blue Eyes” (Elton John, Gary Osborne) – 3:25
7. „Empty Garden (Hey Hey Johnny)” – 5:09
8. „Princess” (Elton John, Gary Osborne) – 4:56
9. „Where Have All the Good Times Gone” – 4:00
10. „All Quiet on the Western Front” – 5:59